# Lista odcinków serialu Pora na hit!
Lista odcinków amerykańskiego sitcomu Pora na hit!, który w Polsce emitowany jest przez teleTOON+.

## Serie
| Serie | Odcinki | Premiera serii | Finał serii | Premiera serii   | Finał serii          |
| ----- | ------- | -------------- | ----------- | ---------------- | -------------------- |
| 1     | 13      |                |             | 1 listopada 2010 | 13 listopada 2010[A] |
| 2     | 13      |                |             | 1 kwietnia 2011  | 13 kwietnia 2011     |

## Seria 1: 2009-10
| #  | Tytuł                       | Premiera w USA    | Premiera w Polsce      | Reżyseria    | Scenariusz        |
| -- | --------------------------- | ----------------- | ---------------------- | ------------ | ----------------- |
| 1  | The Wannabes Are Gonna Be   | Eric Dean Seaton  | Doreen Spicer-Dannelly | nieemitowany | 1 listopada 2010  |
| 2  | Guys Rock, Girls Rule       | Eric Dean Seaton  | Doreen Spicer-Dannelly | nieemitowany | 2 listopada 2010  |
| 3  | Tough Cookies               | Eric Dean Seaton  | Doreen Spicer-Dannelly | nieemitowany | 3 listopada 2010  |
| 4  | Mall Beasts                 | Greg Zekowski     | Steve Trautman         | nieemitowany | 4 listopada 2010  |
| 5  | Earth Day                   | Robbie Countryman | Jacqueline Davis       | nieemitowany | 5 listopada 2010  |
| 6  | All About Drew              | Richard Lyons     | Arthur Harris          | nieemitowany | 6 listopada 2010  |
| 7  | She Drives Me Crazy         | Greg Zekowski     | Ray Lancon             | nieemitowany | 7 listopada 2010  |
| 8  | The Last Tango at Highlands | Eric Dean Seaton  | Suzanne Gangursky      | nieemitowany | 8 listopada 2010  |
| 9  | School of Hard Knocks       | Eric Dean Seaton  | George Blake           | nieemitowany | 9 listopada 2010  |
| 10 | The Candidate               | Richard Lyons     | Chad Drew              | nieemitowany | 10 listopada 2010 |
| 11 | The Plays The Thing         | Robbie Countryman | George Blake           | nieemitowany | 11 listopada 2010 |
| 12 | Haunted Highlands           | William Dear      | Chad Drew              | nieemitowany | 12 listopada 2010 |
| 13 | Dance Revolution            | Alfonso Ribeiro   | Arthur Harris          | nieemitowany | 13 listopada 2010 |

## Seria 2: 2010
| #  | Tytuł                     | Premiera w USA    | Premiera w Polsce            | Reżyseria    | Scenariusz       |
| -- | ------------------------- | ----------------- | ---------------------------- | ------------ | ---------------- |
| 1  | Space Invaders            | Robbie Countryman | George Blake/Steve Trautmann | nieemitowany | 1 kwietnia 2011  |
| 2  | Playful Platypus          | Robbie Countryman | Arthur Harris                | nieemitowany | 2 kwietnia 2011  |
| 3  | Break/Dance               | Robbie Countryman | Steve Trautmann/George Blake | nieemitowany | 3 kwietnia 2011  |
| 4  | Whacky Manager            | William Dear      | Suzanne Gangursky            | nieemitowany | 4 kwietnia 2011  |
| 5  | Indirect TV               | Robbie Countryman | Arthur Harris                | nieemitowany | 5 kwietnia 2011  |
| 6  | Prank Wars                | Alfonso Ribeiro   | George Blake/Steve Trautmann | nieemitowany | 6 kwietnia 2011  |
| 7  | The Plagiarist Part I     | Robbie Countryman | Steve Trautmann/George Blake | nieemitowany | 7 kwietnia 2011  |
| 8  | The Plagiarist Part II    | Richard Lyons     | George Blake/Steve Trautmann | nieemitowany | 8 kwietnia 2011  |
| 9  | Stuck in the Mall         | William Dear      | Chad Drew                    | nieemitowany | 9 kwietnia 2011  |
| 10 | Internet Sensation        | Robbie Countryman | Doreen Spicer-Dannelly       | nieemitowany | 10 kwietnia 2011 |
| 11 | Beyond The Music          | Robbie Countryman | Arthur Harris                | nieemitowany | 11 kwietnia 2011 |
| 12 | Classroom Musical Part I  | Robbie Countryman | George Blake/Steve Trautmann | nieemitowany | 12 kwietnia 2011 |
| 13 | Classroom Musical Part II | Robbie Countryman | Doreen Spicer-Dannelly       | nieemitowany | 13 kwietnia 2011 |